# بلا تورن
انابلا اوری تورن (انگلیسی: Annabella Avery Thorne)؛ (زاده ۸ اکتبر ۱۹۹۷) مدل، بازیگر، کارگران و خواننده اهل آمریکا است، وی از سال ۲۰۰۳ تاکنون مشغول فعالیت بوده‌است. 

## پیشینه
بلا تورن با نام اصلی آنابلا آوری تورن متولد ۸ اکتبر ۱۹۹۷ در پمبروک پاینز فلوریدا است، مادر او تامارا تورن یک داستان‌نویس و پدر او رینالدو تورن یک کارگردان کوبایی-امریکایی است، او حاصل ازدواج دوم پدرش می‌باشد، او دو خواهر بزرگتر به نام‌های کایلی و دنیلا دارد که کایلی حاصل ازدواج اول پدرش با زنی به نام ویکتوریا است همچنین او یک برادر به نام رمی دارد که دو سال بزرگتر از خودش است.

## فیلم شناسی
- Stuck on You (2003)
- (Finishing the Game (2007
- Blind Ambition (2007)
- The Seer (2007)
- Forget Me Not (2009)
- One Wish (2010)
- Raspberry Magic (2010)
- Katy Perry: Part of Me (2012)
- Underdogs (2013)
- The Frog Kingdom (2013)
- Blended (2014)
- Mostly Ghostly: Have You Met My Ghoulfriend? (2014)
- Alexander and the Terrible, Horrible, No Good, Very Bad Day (2014)
- The Snow Queen 2: The Snow King (2014)
- The DUFF (2015)
- آسمان بزرگ (2015)
- Alvin and the Chipmunks: The Road Chip (2015)
- Shovel Buddies (2016)
- Ratchet & Clank (2016)
- Boo! A Madea Halloween (2016)
- Keep Watching (2016)
- You Get Me (2017)
- Amityville: The Awakening (2017)
- The Babysitter (2017)
- Assassination Nation (2018)
- Midnight Sun (2018)
- The Death and Life of John F. Donovan (2018)
- I Still See You (2018)
- اندازه انتقام (۲۰۱۸)
- Her & Him (2019)
- Infamous (2020)
- The Babysitter: Killer Queen (2020)
- Girl (2020)
- Chick Fight (2020)
- Masquerade (2021)
- Time Is Up (TBA)
- https://www.imdb.com/name/nm2254074/